# Корецана
Корецана (итал. Correzzana) је насеље у Италији у округу Монца и Бријанца, региону Ломбардија.
Према процени из 2011. у насељу је живело 2595 становника. Насеље се налази на надморској висини од 260 м.

## Становништво
| 1936. | 1951. | 1961. | 1971. | 1981. | 1991. | 2001. | 2011. |
| ----- | ----- | ----- | ----- | ----- | ----- | ----- | ----- |
| 739   | 744   | 750   | 953   | 1.300 | 1.595 | 1.849 | 2.657 |